# Ngudzeni
Ngudzeni – inkhundla w dystrykcie Shiselweni w Królestwie Eswatini. 
Według spisu powszechnego ludności z 2007 roku, Ngudzeni miało powierzchnię 126 km² i zamieszkiwało je 8056 mieszkańców. Dzieci i młodzież w wieku do 14 lat stanowiły ponad połowę populacji (4269 osób). W całym inkhundla znajdowało się wówczas pięć szkół podstawowych i jedna placówka medyczna.
W 2007 roku Ngudzeni dzieliło się na pięć imiphakatsi: Ekukhanyeni, Ekulambeni, Lusitini, Ndushulweni i Nyatsini. W 2020 roku Ngudzeni składało się z ośmiu imiphakatsi: Kambiko/Mkhaya, Kamhawu, Kamshengu, Kukhanyeni/Mpini, Lusitini, Ndushulweni, Nokwane i Phobane. Przedstawicielem inkhundla w Izbie Zgromadzeń Eswatini był wówczas Bigboy Mamba.